# Kostucha (powieść)
Kostucha (niem. Der Knochenmann) – powieść kryminalna austriackiego pisarza Wolfa Haasa z 1997. Polskie wydanie książki ukazało się w 2008.

## Treść
Jak w większości powieści kryminalnych Haasa, głównym bohaterem jest powolny austriacki prywatny detektyw Simon Brenner. Tym razem prowadzi śledztwo na austriackiej prowincji (Styria), w dużej jadłodajni w miejscowości Klöch in der Steiermark, zajmującej się masową sprzedażą kurczaków z grilla. W młynie do przerabiania odpadków pokonsumpcyjnych (głównie kostnych) znaleziono ludzkie kości, należące do niezidentyfikowanej osoby. Szef gospody zapewnia, że nic nie wie o pochodzeniu makabrycznego znaleziska. Okazuje się także, iż zaginęła jego synowa. Kości odkrył pracujący w gospodzie Słoweniec – Milanović (gwiazda lokalnej drużyny piłkarskiej), który jednak też niewiele wie o sprawie. Tymczasem na boisku, w worku z piłkami znaleziona zostaje głowa napastnika z konkurencyjnej drużyny piłkarskiej.

## Kontekst
Powieść, oprócz wartkiej i miejscami zabawnej akcji, porusza też problemy społeczne współczesnej Austrii, m.in. zagadnienia imigracji słoweńskiej, stosunku do cudzoziemców i masowych nawyków konsumpcyjnych.

## Film
Kostucha została sfilmowana i weszła na ekrany kin austriackich w 2008.